# Jaga Rydzewska
Jaga Rydzewska – polska tłumaczka i pisarka. Z wykształcenia jest prawnikiem. W fantastyce debiutowała opowiadaniem Bądzioły („Nowa Fantastyka” 10/1999). Jest autorką dwóch książek o G.K. Chestertonie, trylogii space-opera Atalaya oraz opowiadania Kot Szrekingera w tomie Jedenaście pazurów (SuperNowa, Warszawa 2010, ISBN 978-83-7578-027-7), tłumaczką wielu esejów (gł. w prasie katolickiej) oraz kilku książek Chestertona.
„Jaga Rydzewska” jest to pseudonim. Prawdziwe nazwisko autorki nie zostało dotąd wyjawione. Jak sama mówi: Piszę pod pseudonimem, ponieważ tak akurat jest dla mnie wygodniej. Zresztą, wielu autorów wybiera pseudonim właśnie dla wygody. Jaga to skrót mojego własnego imienia, a „Rydzewska” to nazwisko związane z historią mojej rodziny.

## Publikacje
- Chesterton: Obrońca wiary – Wydawnictwo Apostolicum, Ząbki 2004 (ISBN 83-7031-392-2)
- Chesterton: Dzieło i myśl – Wydawnictwo Antyk Marcin Dybowski, Komorów 2006 (ISBN 83-87809-86-1)[4][5][6],
- Atalaya: Wojownicy – SuperNowa, Warszawa 2005 (ISBN 83-7054-173-9)
- Atalaya: Gwiazdomorze – SuperNowa, Warszawa 2006 (ISBN 83-7054-173-9)
- Atalaya: Szlachetne  przymierze – SuperNowa, Warszawa 2007 (ISBN 978-83-7578-000-0)

Tłumaczenia dzieł Chestertona:
- Dla sprawy – Wydawnictwo Antyk Marcin Dybowski, Komorów 2001
- Idee Ewangelii – Fundacja „Nasza Przyszłość”, Szczecinek 2003
- Heretycy – Wydawnictwo Apostolicum, Ząbki 2004[7]
- Obrona świata. Wybór publicystyki – Wydawnictwo Apostolicum, Ząbki 2006
- Obrona człowieka. Wybór publicystyki (1909-1920) – Wydawnictwo Apostolicum, Ząbki 2008